# Ивайло Симеонов
Ивайло Петров Симеонов е български политик, инженер и икономист, кмет на Елин Пелин от 2015 г. Член на УС на Националното сдружение на общините в Република България (НСОРБ) през 2015 – 2019 г.

## Биография
Ивайло Симеонов е роден на 1 август 1976 г. град Елин Пелин, Народна република България. През 1995 г. завършва средното си образование в СУ „Васил Левски“ в родния си град. Дипломира се като инженер по комуникационна техника към Факултета по комуникационна техника и технологии на Техническия университет – София, а през 2012 г., защитава докторат в Стопанския факултет на Техническия университет – „Управление на развитието на човешкия потенциал в иновативните организации“. През 2012 г. получава магистърска степен – икономист, специалност „Корпоративна сигурност“ към УНСС, София.
В периода от 2002 до 2003 г. е член на СД на „ССО“ ЕАД-София, от 2004 до 2005 г. е ръководител направление в Технически университет – София, от 2006 до 2010 г. е съветник на ректора в ТУ София, а от 2010 до 2015 г. е преподавател, главен асистент и доцент в Технически университет – София.

### Политическа дейност
На местните избори през 2015 г. е кандидат за кмет на община Елин Пелин, издигнат от ВМРО-БНД. На проведения първи тур се нарежда втори, като получава 1865 гласа (или 18,89%) и се явява на балотаж с Вяра Вучкова от ГЕРБ с 3410 гласа (или 34,53%). Печели на втори тур с 5509 гласа (или 59,91%).
На XXIX-то Общо събрание на Националното сдружение на общините в Република България, проведено на 23 и 24 февруари 2016 г. в град София, кметът на Община Елин Пелин доц. Ивайло Симеонов е избран за член на Управителния съвет на НСОРБ от Югозападен регион.
На 18 септември 2019 г. кметът Ивайло Симеонов печели призовото място в категорията "Инвестиции и работни места", чрез гласуване на гражданите в националния вот „Кмет на годината за мандат 2015-2019“.
На местните избори през 2019 г. е кандидат за кмет на община Елин Пелин, издигнат от ВМРО-БНД. На проведения първи тур той получава 4219 гласа (или 40,89%) и се явява на балотаж с втория след него Стефан Стоилов от ГЕРБ с 3397 гласа (или 32,92%). Печели на втори тур с 5026 гласа (или 52,03%).
През 2020 г. печели отличието в категорията „Демографска политика и инвитро програми“ в националната инициатива „Кмет на годината 2020“, в която чрез национално онлайн допитване сред българските граждани се отличават най-добрите градоначалници у нас.
През 2021 г. доц. Ивайло Симеонов е избран за „Кмет на гражданите“ за средна община, а през 2022 г. печели приз в категория „Градска среда“ на юбилейното 10-о издание на класацията „Кмет на годината“.
На местните избори през 2023 г. Ивайло Симеонов е издигнат за кандидат за кмет на община Елин Пелин с подкрепата на МК „България на регионите“ (ВМРО-БНД, ИТН) и печели на първи тур изборите в Елин Пелин за трети управленски мандат с 5 277 гласа (57,73%).